# Yoane Wissa
Yoane Wissa (* 3. září 1996 Épinay-sur-Seine) je konžský profesionální fotbalista, který hraje na pozici útočníka či křídelníka za anglický klub Brentford FC a za konžský národní tým.
Wissa je odchovancem francouzského klubu LB Châteauroux, ve kterém debutoval v roce 2015. Po jedné sezóně v třetí nejvyšší soutěži přestoupil do prvoligového Angers, ze kterého hostoval v Stade Laval a v Ajacciu. V roce 2018 přestoupil do Lorientu, se kterým v sezóně 2019/20 vyhrál Ligue 2. V roce 2021 přestoupil do anglického Brentfordu.

## Klubová kariéra
Wissa začal hrát fotbal na pozici brankáře v místním klubu Épinay-sous-Sénart, následně se přesunul do středu zálohy a nakonec do útoku. Wissa se v roce 2013 připojil k akademii LB Châteauroux a v roce 2015 debutoval v A-týmu v Championnat National. Po jedné sezóně se přesunul do prvoligového Angers SCO, ale v dresu Les Scoïstes odehrál pouhá dvě utkání před hostováním v druholigových klubech Stade Laval a AC Ajaccio.

### Lorient
V lednu 2018 přestoupil Wissa do jiného druholigového klubu, a to do FC Lorient, kde se rychle stal členem základní sestavy. V klubu debutoval 29. ledna při výhře 1:0 nad Stade Reims. Své první branky v dresu Lorientu se dočkal 9. března, když vstřeleným gólem pomohl k výhře 2:1 nad Chamois Niortais.
V sezóně 2019/20 postoupil s klubem do Ligue 1, když 15 góly v 28 ligových zápasech pomohl klubu k prvnímu místu v Ligue 2. Dne 23. srpna 2020 nastoupil téměř po 4 letech do zápasu Ligue 1. V zápase proti Štrasburku se střelecky prosadil, a přispěl tak k výhře 3:1. V sezóně 2020/21 odehrál všech 38 ligových zápasů, ve kterých vstřelil 10 branek. I díky němu se Lorient zachránil v nejvyšší soutěži.

### Brentford
Dne 10. srpna 2021 přestoupil Wissa do anglického Brentfordu, který právě postoupil do Premier League, za částku okolo 10 milionů euro. V klubu podepsal čtyřletou smlouvu. V klubu debutoval 21. srpna, když v 77. minutě bezbrankové ligové remízy proti Crystal Palace vystřídal Bryana Mbeuma. O tři dny později vstřelil svou první branku v dresu The Bees, a to v druhém kole EFL Cupu proti Forest Green Rovers při výhře 3:1.
Dne 21. září vstřelil dvě branky do sítě Oldhamu Athletic, a pomohl tak k vysoké výhře 7:0 ve třetím kole ligového poháru. Jeho druhý gól vstřelil tzv. „nůžkami“ a byl zvolen nejkrásnějším gólem turnaje. Svoji střeleckou formu potvrdil i ve dvou následujících ligových zápasech. Nejprve v 82. minutě zápasu proti Liverpoolu zajistil svým gólem Brentfordu bod za remízu 3:3 a o týden později rozhodl v 94. minutě zápas proti West Hamu, když dal na konečných 2:1.

## Reprezentační kariéra
Wissa, který se narodil ve Francii, byl poprvé povolán do reprezentace Demokratické republiky Kongo v říjnu 2020. Debutoval 9. října při prohře 0:3 s Burkinou Faso v přátelském utkání. O čtyři dny později vstřelil svoji první reprezentační branku, a to při remíze 1:1 proti Maroku.

## Statistiky

### Klubové
K 20. březnu 2022
| Klub                | Sezóna  | Liga                 | Liga   | Liga | Národní pohár | Národní pohár | Ligový pohár | Ligový pohár | Celkem | Celkem |
| Klub                | Sezóna  | Liga                 | Zápasy | Góly | Zápasy        | Góly          | Zápasy       | Góly         | Zápasy | Góly   |
| ------------------- | ------- | -------------------- | ------ | ---- | ------------- | ------------- | ------------ | ------------ | ------ | ------ |
| Châteauroux         | 2015/16 | Championnat National | 23     | 7    | 0             | 0             | 1            | 0            | 24     | 7      |
| Angers              | 2016/17 | Ligue 1              | 2      | 0    | 0             | 0             | 0            | 0            | 2      | 0      |
| Stade Laval (host.) | 2016/17 | Ligue 2              | 15     | 2    | 0             | 0             | 0            | 0            | 15     | 2      |
| Ajaccio (host.)     | 2017/18 | Ligue 2              | 20     | 9    | 2             | 2             | 1            | 0            | 23     | 11     |
| Lorient             | 2017/18 | Ligue 2              | 15     | 4    | 1             | 0             | ―            | ―            | 16     | 4      |
| Lorient             | 2018/19 | Ligue 2              | 36     | 6    | 1             | 0             | 3            | 0            | 40     | 6      |
| Lorient             | 2019/20 | Ligue 2              | 28     | 15   | 4             | 1             | 0            | 0            | 32     | 16     |
| Lorient             | 2020/21 | Ligue 1              | 38     | 10   | 2             | 1             | 0            | 0            | 40     | 11     |
| Lorient             | Celkem  | Celkem               | 117    | 35   | 8             | 2             | 3            | 0            | 128    | 37     |
| Brentford           | 2021/22 | Premier League       | 22     | 4    | 1             | 0             | 3            | 3            | 26     | 7      |
| Celkem              | Celkem  | Celkem               | 199    | 57   | 11            | 4             | 8            | 3            | 218    | 64     |

### Reprezentační
K 11. červnu 2021
| DR Kongo | DR Kongo | DR Kongo |
| Rok      | Zápasy   | Góly     |
| -------- | -------- | -------- |
| 2020     | 2        | 1        |
| Celkem   | 2        | 1        |

#### Reprezentační góly
Skóre a výsledky DR Kongo jsou vždy zapisovány jako první.
| Gól | Datum          | Místo                                         | Soupeř | Skóre | Výsledky | Soutěž          |
| --- | -------------- | --------------------------------------------- | ------ | ----- | -------- | --------------- |
| 1.  | 13. října 2020 | Prince Moulay Abdellah Stadium, Rabat, Maroko | Maroko | 1:1   | 1:1      | Přátelský zápas |

## Ocenění

### Klubová

#### Lorient
- Ligue 2: 2019/20[5]